# Crypteronia cumingii
Crypteronia cumingii är en tvåhjärtbladig växtart som först beskrevs av Jules Émile Planchon, och fick sitt nu gällande namn av Stephan Ladislaus Endlicher. Crypteronia cumingii ingår i släktet Crypteronia och familjen Crypteroniaceae. Inga underarter finns listade i Catalogue of Life.